# Грос Немеров
Грос Немеров (њем. Groß Nemerow) општина је у њемачкој савезној држави Мекленбург-Западна Померанија. Једно је од 53 општинска средишта округа Мекленбург-Штрелиц. Према процјени из 2010. у општини је живјело 1.253 становника. Посједује регионалну шифру (AGS) 13055028.

## Географски и демографски подаци
Грос Немеров се налази у савезној држави Мекленбург-Западна Померанија у округу Мекленбург-Штрелиц. Општина се налази на надморској висини од 75 метара. Површина општине износи 21,0 km². У самом мјесту је, према процјени из 2010. године, живјело 1.253 становника. Просјечна густина становништва износи 60 становника/km².